# Naringine
La naringine est le principal hétéroside de flavonoïde du pamplemousse et du pomélo et donne aux jus de pamplemousse et de bergamote une saveur amère. C'est en fait le 7-O-néohespéridoside de la naringinine.
Sa saveur amère intense est du même ordre que celle de la quercétine, avec un seuil de reconnaissance de l'amertume de 65 ppm et 50 ppm respectivement.
La naringine est métabolisée par le corps humain en une flavanone, la naringinine, l'aglycone de la naringine. Elle est présente dans l'albédo (partie blanche de l'écorce) de la plupart des fruits de la famille des citrus et on la retrouve dans les jus de ces mêmes fruits (21,3 mg·L-1 dans le jus d'orange). La naringinine contenue dans l'albédo est employée pour rendre amers les boissons 'toniques', le chocolat amer et les glaces.
Par déshydratation et hydrogénation, la naringine donne une dihydrochalcone très sucrée, la naringine dihydrochalcone, dont le pouvoir sucrant  est 500-800 fois plus élevé que celui du sucre de table.